# سوپر۳ (کانال تلویزیونی)
سوپر۳ به کاتالان:(ˌsupəɾˈtɾɛs) یک کانال تلویزیونی ملی در کاتالونیا و اسپانیا به زبان کاتالان است که متعلق به شرکت Televisió de Catalunya می باشد که برای اولین بار در تاریخ ۱۸ اکتبر ۲۰۱۹ بر روی انتن رفت.برنامه های عمده این کانال برای کودکان و نوجوانان می باشد و به پخش کارتون برای رنج سنی ۳ تا ۱۸ سال پخش میشود.